# مضاد نيوترون
نقيض النيوترون أو مضاد النيوترون  بالإنجليزية Antineutron هو الجسيم المضاد للنيوترون ، يحمل شحنة محايدة تنتج عن تحلل بيتا وهو تحلل يحدث لبعض الأنوية الذرية. يصحب هذا الجسيم انبعاث جسيم بيتا حينما يتحول نيوترون إلى بروتون. يبلغ عزمه المغزلي 1/2 وهو ينتمي إلى عائلة الليبتونات. جميع النيوترونات المضادة التي خضعت للمشاهدة كان عزمها المغزلي من جهة اليمين وهو عكس لف النيوترونات. تتفاعل النيوترونات المضادة مع المادة إما بقوى الجاذبية (حيث أن له كتلة) أو التآثر الضعيف ، لذا يصعب العثور عليها مخبريا. اكتشفت النيوترونات المضادة لأول مرة كنتيجة لتفاعلها مع نواة ذرة الكادميوم في خزان كبير للمياه. أقيم هذا الخزان بجانب مفاعل نووي كمصدر للنيوترونات المضادة.
على سبيل المثال ، يمكن تخليق مضاد النيونونات أثناء الإفناء للطاقة العالية المتسارعة الإلكترون والبوزيترون:
{\displaystyle \mathrm {e} ^{+}\mathrm {e} ^{-}\to \mathrm {n} {\bar {\mathrm {n} }}}
على الرغم من أن النيترون المضاد له نفس الشحنة الكهربائية وله لف مثل النيوترون ، إلا أنه جسيم مختلف لأنه يتكون من الكواركات المضادة. يتحلل مضاد النيوترون الحر إلى بروتون مضاد ، وبوزيترون ، و إلكترون-نيوترينو ، بينما يتحلل نيوترون حر إلى بروتون ، إلكترون ، وإلكترون-أنتينيوترينو . لم يتم بعد تحديد عمر وGyromagnetic Ratio لمضاد النيوترون الحر تجريبياً.
يُنظر إلى البحث التجريبي عن التذبذبات بين النيوترونات ومضادات النيوترونات على أنها اختبار إضافي لنظرية الكوارك. في الفراغ ، يتقلب النيوترون الحر إلى المضاد مع ثابت زمني أكبر من 2.7 · 10 8 ثوانٍ (تقريبًا 10 أعوام). تم اقتراح تذبذبات النيوترون والنيوترون نظريًا ، مما يشير إلى وجود عملية غير مكتشفة حتى الآن تنتهك رقم الباريون الحفظ.